# السنوسي البراني
السنوسي بن عبدالهادي البراني (1870 - 1953)، الملقب بـ«الشيخ الصالح السنوسي»، زعيم وطني ومجاهد ليبي، من قيادات الجهاد الوطني ضد الاحتلال الإيطالي لليبيا، وأحد الآباء المؤسسين للدولة الليبية المعاصرة. أحد القادة الميدانيين لـ(معركة القرضابية الحاسمة 1915)، كما كان من زعماء (مؤتمر سرت التاريخي للوحدة الوطنية 1922)، وعضواً في مجلس الشيوخ والأعيان بـ(حكومة أجدابيا الوطنية 1916)، وضابطاً بالمجلس الحربي لـ(معسكرات دور المغاربة)، وبعد الحرب العالمية الثانية وانسحاب الاحتلال الإيطالي رسمياً من شرق وجنوب ليبيا، اًنتدب عضواً للقضاء الشرعي بالمحاكم الأهلية في منطقة أجدابيا وخليج سرت عام 1949.
وُلد بمنطقة آبائه وأجداده «النوفلية» شرقي مدينة سرت الليبية، عام 1870، بـالعهد العثماني الثاني. تلقى تعليمه الديني في الكتاتيب القرآنية، وتحديداً في زاوية النوفلية، إحدى الزوايا السنوسية القديمة، حيث أتم فيها حفظ القرآن الكريم، ومبادئ العلوم الشرعية، وفق أصول المذهب المالكي، وكان شيخ الزاوية السنوسية في النوفلية، آنذاك العلامة: الشريف أحمد بن إدريس.
نشأ «السنوسي البراني» في بيت عز ورياسة، متوارثين لمشيخة عشيرتهم، عشيرة نوفـل من قبيلة المغاربة، إحدى قبائل بني سليم العربية في ليبيا، من أسرة كريمة تُعرف بالجود والسخاء، ويُسر المعيشة، وتشتهر باقتناء سلالات الإبل والخيول العربية الأصيلة. كان والده «الشيخ عبدالهادي البراني» من زعماء حركة الجهاد الوطني والإسلامي ضد طلائع الغزو الفرنسي لتخوم الصحراء الكبرى جنوبي ليبيا عام 1890، تحت قيادة السيد المهدي السنوسي، ومن بعده السيد أحمد الشريف السنوسي.
كان الشيخ المجاهد «السنوسي البراني» من أوائل الزعماء الداعمين والمنضمين إلى صفوف المجاهدين الليبيين ضد قوات الاحتلال الإيطالي، فقد عُيّن ضابطاً بالمجلس الحربي لمعسكرات (دور المغاربة) منذ تأسيسها بمنطقة أجدابيا والبريقة وما حولها، كما اُنتخب عضواً في مجلس الشيوخ والأعيان بـ(حكومة أجدابيا الوطنية) عام 1916، وكان من زعماء البلاد المؤسسين لـ (مؤتمر سرت للمصالحة والوحدة الوطنية) عام 1922، الذي يهدف إلى إنهاء الصراع والانقسام الحاصل عقب الحرب الأهلية الليبية، التي نشبت ما بين (1915 - 1921)، وفرّقت قوات المجاهدين الليبيين، وبالقضاء على أسباب الخلاف والفتنة، أدى هذا المؤتمر إلى استئناف عمليات المقاومة الوطنية شرقاً وغرباً ووسطاً وجنوباً ضد قوات الاحتلال الإيطالي.
اشترك الشيخ «السنوسي البراني» في معارك عدة، ضد قوات الغزو الإيطالي، قيادةً ودعماً وتمويلاً، منها (معركة القرضابية الحاسمة) التي كان أحد قادتها البارزين عام 1915 بضواحي سرت، ومعركة البريقة، ومعركة قرار الرتم، ومعركة النوفلية، ومعركة العويجة، ومعركة أبوهادي، ومعركة الوادي الحمر، ومعركة بئر بلال (معركة الكراهب)، في الفترة الممتدة من دخول الطليان لخليج سرت عام 1913 وحتى وقوعه في الأسر والاعتقال من قبل الإيطاليين عام 1929-1930.
قدمت أسرة الشيخ «السنوسي البراني» الكثير من التضحيات، حيث استشهد خمسة من إخوته وأبنائهم اليافعين في معارك الجهاد الليبي، ما بين أعوام 1915-1923-1927، واستشهد كلاً من أبيه ووالدته الاثنين، أثناء حصار الجيوش الإيطالية لمنتجعات المجاهدين الليبيين، وقصف الطيران الحربي الإيطالي لهم بالسلاح الكيمياوي، وإلقاء (قنابل الفوسوجين الغازية) على منتجعات المجاهدين، ثم اقتحامها واعتقالهم عام 1929.
منتجعات ومعسكرات المجاهدين تلك، بما فيها من قبائل المغاربة وأولاد سليمان وأورفلة والعريبات والفرجان والقذاذفة والعمامرة وأولاد بوسيف وغيرهم، التي أعادت تمركزها منسحبةً من مواقعها بالشمال الليبي، في أجدابيا والبريقة والنوفلية وأهراوة وسرت والجفرة، نحو المرابطة والاعتصام بجبال الهروج جنوبي ليبيا، بعد سقوط منطقة النوفلية التي كانت مركز المقاومة الأخير على ساحل الوسطى، بعد سلسلة معارك دامية وعنيفة حتى عام 1928، وظلت منتجعات المجاهدين وقواتهم مرابطةً هناك بجبال الهروج، حتى وصلت إليهم الجيوش الإيطالية محاصرة لهم، واعتقلتهم وبدأت بالترحيل القسري للأهالي والعائلات. كما فقد ابنيه الاثنين ومجموعة من أفراد عائلته ضحايا الاعتقال والتعذيب والترحيل، بمعتقل العقيلة الرهيب سيء الصيت، في الفترة ما بين 1929 إلى 1933.
لاحقاً وعقب تحرير مناطق برقة الليبية من قوات الاحتلال الإيطالي بعد الحرب العالمية الثانية، اُنتدب عضواً للقضاء الشرعي لدى المحاكم الأهلية بمنطقة أجدابيا وخليج سرت عام 1949، إلى أن تُوفي عن عمر يناهز التسعين عاماً، ودُفن في مقبرة (بلدة العرقوب)، جنوب (مرسى البريقة)، بداية عام 1953.

## حياته ونشأته

### اسمه ولقبه
هو (السنوسي بن عبدالهادي بن عبدالعزيز بن دخيل بن خميس بن علي بن محمّد البرانيّ النوفليّ المغربيّ)، لُقب بـ"الشيخ الصالح" لما عُرف عنه من أعمال الخير وحسن السيرة، ولتحصيله الديني وتكوينه الشرعي، ولمكانته الاجتماعية البارزة بين قبائل البادية الليبية، وكثيراً ما عُرف لدى المؤرخين بهذا اللقب المركّب "الصالح السنوسي"، كما ورد ذلك عند المؤرخ الشيخ الطاهر الزاوي في كتاب (جهاد الأبطال في طرابلس الغرب)، وعند المؤرخ علي الصلابي في كتاب (الثمار الزكية للحركة السنوسية في ليبيا)، وعند غيرهم من المؤرخين.

### نسبه وعشيرته
يعود نسب الشيخ (الصالح السنوسي بن عبدالهادي) إلى عائلة البراني، إحدى عائلات بني نوفـل، المقيمين بمنطقة النوفلية، من عشيرة الرعيضـات، من قبيلة المغاربـة العربية الليبية، التي ترجع بنسبها الأعلى إلى العرب السعـادي. والعرب السعادي هم قبائل عربية منحدرة من بني سليم وبني هلال، الذين ذكرهم الرحالة المغربي الشهير ( أبي سالم عبدالله بن محمّد العياشي ) في كتابه (الرحلة العياشية)، وأشار إلى وجودهم بمنطقة الجبل الأخضر شرقي ليبيا، عام 1660 ميلادية. كما تفرّعت من قبائل العرب السعادي عدة قبائل ليبية، مثل: العبيدات والعواقير والمغاربة والجوازي والعريبات والبراغيث والمجابرة والفوايد وأولاد سلّام والجلالات وأولاد علي.

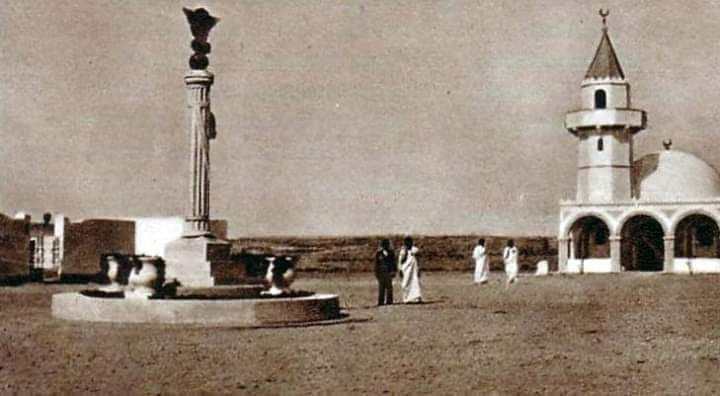
صورة من ثلاثينيات القرن الماضي، بلدة النوفلية، شرقي مدينة سرت 100كم، يظهر كلاً من المسجد والنافورة وساحة السوق العتيق

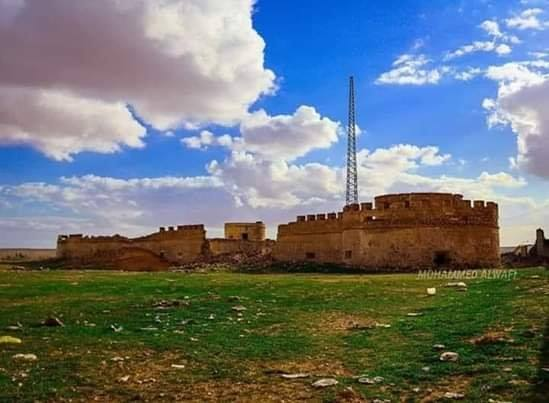
صورة حديثة لقلعة النوفلية، سرت ليبيا

### نشأته
وُلد السنوسي البراني في منتجعات ومضارب قبيلته، حيث ساهمت نشأته في البادية على تكوينه البدني الصحيح، واللغوي الفصيح، كما هي عادة العرب الأوائل، وفي تعليمه الفروسية وركوب الخيل، وهي عادات تشتهر بها القبائل العربية في ليبيا. قُدّرت ولادته قرابة العام 1870 ميلادية، في ربوع منطقة النوفلية، التابعة لـقضاء سرت بـإيالة طرابلس الغرب، وذلك بـالعهد العثماني الثاني. هذه المنطقة التي سُميت نسبةً إلى (بئر النوفلية)، وهي محل سكنى عشائر بني نوفـل، من قبيلة المغاربة السعادي، التي قامت باستيطان هذه المنطقة في عهود مبكرة، وأنشئت هذه البئر التي حملت اسم العشيرة، حتى عمّت التسمية لاحقاً على كامل المنطقة الممتدة من وادي السدرة شرقاً، حتى وادي الأحمر غرباً، ومن مرسى العويجة شمالاً، وهو المرسى القديم لمنطقة النوفلية، حتى حدود بلدية الجفرة جنوباً، وهي الآن تسمى بلدية خليج السدرة، وهي درة الهلال النفطي الليبيّ وسط خليج سرت الكبير.

### أسرته وعائلته
هو النجل الأكبر لوالده (الشيخ عبدالهادي بن عبدالعزيز البراني)، شيخ بني نوفـل المغاربة، ووالدته هي (السيدة مبروكة بنت سعيد بن سعد النوفليّ) من نفس العائلة، والده الذي كان أحد زعماء الجهاد الوطنيّ في أفريقيا عامةً، وليبيا خاصةً، إذ ذكره العديد من المؤرخين من أبرزهم المؤرخ الكبير (محمد الطيب الأشهب) في كتابه (برقة العربية، أمس واليوم) عند حديثه عن الرحلات الدعوية والإصلاحية التي قامت بها الحركة السنوسية في الشمال الأفريقي، كما كان (الشيخ عبدالهادي البراني) أحد القادة العسكريين الذين بعث بهم السيد أحمد الشريف السنوسي في الحملات الجهادية ضد الغزاة الفرنسيس في تخوم الجنوب الليبيّ، (والتي تقع ضمن الأراضي التشادية حالياً).

وثيقة تحمل تواقيع زعماء قبيلة المغاربة الرعيضات في منطقة سرت الليبية

كان له ستة من الإخوة الذين انخرطوا في الجهاد الوطني الليبي، وشاركوا مشاركة فاعلة وكبيرة، حيث استشهد ثلاثة منهم في ميادين الجهاد ضد الغزو الإيطالي، وهم:
1. صالحين، مجاهد كبير، وضابط في معسكر دور المغاربة، وأحد ضباط جيش التحرير السنوسي.
2. علي، مجاهد كبير شارك بمعارك البريقة والقرضابية والعويجة والنوفلية وأجدابيا.
3. عبدالعزيز، مجاهد كبير شارك بعدة معارك مثل الهاروج والقرضابية، ومعركة الوادي الحمر، ومعركة أرشاح.
4. محمد، شهيد معركة (مرسى البريقة) عام 1923.
5. مفتاح، شهيد معركة (سبط القطيعة) عام 1927.
6. حسن، شهيد معركة (قرارة المزوغيات) عام 1916.[13]

وله من الأخوات أربع، هنّ (فاطمة، عزيزة، نوّارة، إمغليّة). تزوج الشيخ (الصالح السنوسي البراني) من ابنة عمه (السيدة فاطمة بنت سعيد علي الأطيوش) من بيت عز ومشيخة، وهم آل الأطيوش الذي ينحدر منهم زعيم قبيلة المغاربة المجاهد الكبير (صالح باشا الأطيوش)، وأنجب منها من البنين: (سالم، فرج، هلال)، وابنتان هما: (سالمة و إحجزة).

### تعليمه الديني
تلقى الشيخ السنوسي البراني مراحل تعليمه الشرعي في (زاوية وادي العقر)، على يد الشيخ والفقيه (أحمد بن إدريس)، حيث أتم فيها حفظ فيها القرآن الكريم، ودرس بعضاً من علوم العربية والعقيدة الإسلامية والفقه المالكي، وغيرها من علوم كانت تدرس بالزاوية، التي تعرف أيضا بـ(زاوية النوفلية) نسبة للمنطقة الواقعة بها. وهي إحدى الزوايا العلمية والدينية التي أسسها السيد المهدي السنوسي، الإمام الثاني للدعوة السنوسية، وكانت زاوية خاصة للمغاربة الرعيضات، حيث أن نظام الزاوية لدى الحركة السنوسية، أن يتكون مبنى الزاوية من مقر للقضاء وفض النزاعات بين القبائل، ومدرسة قرآنية بفصول ومعلمين، ومضافة للقوافل التجارية وعابري السبيل، ومصلى لأداء الصلوات وخطب الجمعة والأعياد. كما يُلحق بالزاوية بستان وبئر وأحباس.

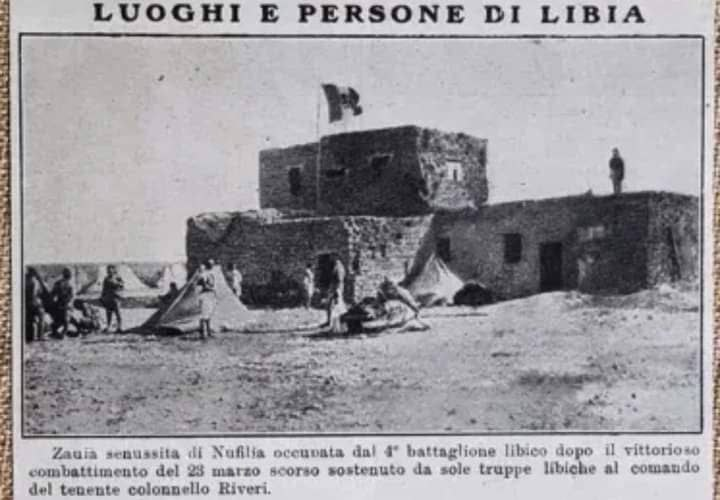
الزاوية القرآنية السنوسية في بلدة النوفلية، بعد احتلال الايطاليين لها، ويظهر بالصورة رفع علم إيطاليا الفاشية

### اشتغاله بالتجارة
اشتغل الشيخ السنوسي البراني بالتجارة، وكان ميسوراً ذا ثروة كبيرة، فكان يرسل القوافل التجارية التي تجوب البلاد نحو الواحات الداخلية مثل: (جالو، أوجلة، الكفرة، ودان، هون، القطرون، زويلة)، ونحو المدن الكبرى مثل: (بنغازي، وسرت، ومصراتة، وطرابلس، ومدينة زليتن)، وقوافل أخرى للتجارة الخارجية نحو (تونس ومصر والسودان وتشاد). وكان يتعامل بالسندات مختومةً بختمه المعروف لدى كبار التجار.

ختم وتوقيع خاص بالشيخ السنوسي البراني، ويظهر فيه النجمة والهلال شعار السنوسيين آنذاك

كما امتلك سلالات نادرة من الإبل العربية، التي تعرف نوقها باسم (بنات الزومالة) وجمالها باسم (جمال أبوخطوة)، واشتهرت بوضع سيمة (قايم السيف) و(القلادة) عليها للدلالة على ملكيتها، كما امتلك من سلالات الخيول العربية الأصيلة مثل (الفرس العريبية، فرس نشو) المنسوبة إلى قبيلة العريبات إحدى قبائل مرسى البريقة. كما أن اشتغاله بالتجارة، ومكانته بين القبائل العربية، مكنه من توطيد العديد من العلاقات مع زعماء القبائل ومشايخ الزوايا وكبار التجار والأعيان، وهي العلاقات التي استثمرها لاحقاً في دعم الحركة الوطنية إبان فترة الجهاد الليبي ضد الطليان، وفي توحيد صفوف المقاومة الليبية، وتوفير الدعم المادي لها. ومن هؤلاء الزعماء والأعلام الذين ربطت بينهم وبين الشيخ السنوسي البراني أواصر الصداقة والمحبة والتعاون الوطني، نذكر على سبيل المثال والحصر: السيد أحمد الشريف السنوسي، والسيد إدريس السنوسي، والسيد محمد العابد السنوسي، والسيد صفي الدين، والسيد صالح باشا الأطيوش، والشيخ الفضيل باشا المهشهش، والشيخ عمر أبوحواء شيخ زاوية أوجلة، وابنه المجاهد الكبير الفضيل بوعمر الأوجلي، وشيخ الشهداء عمر المختار الهلالي، والسيد محمد الرضا، والسيد أحمد بك السويحلي، والسيد رمضان بك اشتيوي السويحلي، والمجاهد سعيد أشلبي المغربي، والمجاهد عبدالنبي مذكور المغربي، والشاعر رجب بوحويش المنفي، والشيخ أحمد المريض، والشيخ حمد بك سيف النصر، والشيخ هيبة الميهوب السليماني، والشيخ حسين القبايلي، والشاعر عبدالله أبوقشاطة العريبي، والشاعر جبريل الرعيدي البرعصي، واليوزباشي عبدالسلام البرعصي، والشيخ أبوبكر اقويطين الزوي، ومن التجار وأعيان البلاد: الحاج افتيتة المجبري، والحاج إبراهيم أفريطس، والتاجر علي المنقوش المصراتي، والشيخ مصباح الدواس، والشيخ عبدالله البشاري، والشيخ مختار عقوب، والقاضي السنوسي عبدالعالي القزيري، والشيخ أبوفارس الفيتوري الزليطني، والمجاهد محمد الشرع البوسيفي، والمجاهد بوبكر قرزة البوسيفي، وغيرهم آخرين.

### مكانته الاجتماعية
نُصب الشيخ السنوسي البراني شيخاً لعشيرته، خلفاً لوالده (الشيخ عبدالهادي البراني)، ولأجداده السابقين، حيث كان أحد زعماء منطقة سرت، وعضواً بالمحكمة الأهلية (الشرعية)، كما اشتهر بالكرم والحكمة وفض النزاعات، وقد قيل فيه:

أيجن السرايا أيدقن *** عليه ينشدن وين داره
أيطرّح أكبار الفراشات *** و أيذبّح حواله بدارة
هظاك هو بات سالم *** لا اتضوّق الكبد ناره

وقد قيل من الشعر الشعبي الليبي أيضاً:

والسنوسي شيخ الدكاكين  *** عطاء أريـال ملّا ريالي

## جهاده ونضاله الوطني

### المجلس الحربي لدى دور المغاربة
قام زعماء الحركة الوطنية الليبية بتنظيم المجاهدين وأهاليهم في الجزء الشرقي من ليبيا، تحت عدة تشكيلات حربية تسمى بـ"الأدوار"، وكانت الأدوار الحربية في منطقة برقة أربعة أدوار وهي،
1. دور الحرابي، (من حدود مصر إلى الجبل الأخضر)
2. دور البراغيث، (منطقة المرج وساحل بنغازي)
3. دور العواقير، (منطقة بنغازي وسلوق وقمينس)
4. دور المغاربة، (منطقة أجدابيا والبريقة وخليج سرت والجفرة)

وعند بداية حركة الجهاد انضم الشيخ السنوسي البراني إلى تأسيس ودعم دور المغاربة، رفقة أبناء عشيرته القادرين على حمل السلاح، إلى معسكرات دور المغاربة، كما كان أحد ضباطه ومشايخه، حيث كان يرأس هذا الدور الزعيم الكبير والمجاهد صالح الأطيوش ومعه الشيخ المجاهد الفضيل المهشهش وآخرين من زعماء البلاد. كما يذكر ذلك المؤرخ محمد الطيب الأشهب في كتابه (برقة العربية)، إذ يقول فيه:

" اتخذت معسكرات المغاربة بعد معركة بئر بلال الأخيرة مقرها بموقع (سبط أبو عين)، وكان نظام دور المغاربة كالتالي "
صالح باشا الأطيوش - رئيس الإدارة المدنية والعسكرية
الشيخ / الفضيل المهشهش - رئيس مجلس المشايخ
الشيخ / محمود أبوهدمة - رئيس المالية
دخيل عبدالسلام - رئيس الشرطة
الشيخ / أحمد المسلاتي - القاضي الشرعي
عطية المهشهش - ضابط التجنيد
محمد البراني الزوي مع السنوسي الهوني - لجنة جباية الأعشار والزكاة
اللافي مفتاح ، آدم النويحف ، احنيش أجبيل ، فرحات الشامخ ، إدريس أجبيل - الدوريات الاستطلاعية
كما كان الشيخ السنوسي بن عبدالهادي البراني عضواً دائماً في المجلس الحربي لمشايخ دور المغاربة، على امتداد المعسكرات الثلاثة:
(معسكر أجدابيا) ، و(معسكر خور أبو جديرية)، و (معسكر النوفلية).
كما اشترك بعدة معارك جهادية ضد قوات الطليان، بدءً من عام دخول القوات الإيطالية الغازية 1911، وحتى انسحاب معسكرات المجاهدين باتجاه الجبال الصحراوية (جبال الهاروج)، حتى وقوعهم في الأسر والاعتقال عام 1929-1930 وحتى فك المعتقلات عام 1933، من أبرز هذه المعارك والغزوات: معركة أبوهادي، ومعركة القرضابية، ومعركة وادي الحمر، ومعركة بئر بلال، ومعركة الهاروج ومعركة الأبرق، ومعركة قرار الرتم، ومعركة البريقة، ومعركة قويرات الشيح، ومعركة جيفة، ومعركتي أرشاح والنوفلية، ومعارك وادي الجفر وعرق السبط.

## مؤتمر جالو
توجه وفد من زعماء دور المغاربة وشيوخهم إلى واحة جالو الشهيرة، لزيارة السيد الوكيل العام، يرأس هذا الوفد صالح باشا لطيوش المغربي، ويضم معه المشايخ: السنوسي البراني، الفضيل المهشهش، الزروق خطاب، محمد الحرنة، موسى الرقعي، فرج الهتش، وآخرين وبحضور السيد الصديق السنوسي، والسيد محمد رضا السنوسي، لأجل تدارك المصلحة العامة وإطفاء الفتن بين القبائل، وتوحيدها في حركة الجهاد الوطني، وهذا ما لقي تاييداً شديداً من قادة منطقة الجبل الأخضر، ومنهم السيد محمد أبو نجوى المسماري والخضير العيساوي والفضيل أبو عمر الأوجلي من شيوخ الواحات، وعبد السلام الكزة وعبد الحميد العبار من زعماء العواقير في بنغازي، والسيد المجاهد الكبير عمر المختار. وهنا لا يفوتنا الاستشهاد بمأثورات الشاعر البدوي في نصيحته للمجاهدين بتوحيد معسكرات القتال، وعدم الانقسام، (وهو الشاعر المجاهد، مفتاح بوالحق الشبلي):
(( الله والنبي يا أولاد عبدالدايم ** لا تخالفوا دور العموم قسايم ))
وقد ذكر بعض المؤرخين هذه الأحداث وجعلوها ما بين عامي 1924 و1925 

## مؤتمر سرت للمصالحة والاتحاد
يعتبر مؤتمر سرت، المنعقد حتى 21 يناير 1922 ميلادية، من المؤتمرات الوطنية المهمة التي حاول الداعيين إليه تقريب وجهات النظر بين الأخوة، وإنهاء حالة الانقسام والصراع، بسبب الحروب الأهلية والفتن الداخلية، بين المناطق الليبية في تلك الفترة. وإزاحة حالة الجمود والوهن الذي أصاب حركة الجهاد الوطني بسبب التدخلات الإيطالية، و توحيد الحركة الوطنية تحت زعامة رجل وطني. وقد جاء هذا المؤتمر نتيجة للخلاف الذي بدأت بوادره ما بين زعماء الحركة السنوسية في شرق ليبيا وبعض قادة الجهاد في غربها عقب معركة القرضابية 1915م. وقد حضر اجتماعات مؤتمر سرت ممثلين عن المنطقة الشرقية بليبيا، وهم المشايخ الزعماء الآتية أسماؤهم (نصر العمى - السنوسي البراني - خالد القيصة ) وبرئاسة الشيخ الزعيم الكبير صالح الأطيوش ، إضافة إلى سبعة أعضاء ممثلين عن المنطقة الغربية برئاسة السيد الزعيم أحمد بيك السويحلي، وبدأت المفاوضات بين الطرفين لإنهاء كل الخلافات القديمة والوصول إلى الهدف الوطني الذي يحقق مصلحة البلاد، فأقر المجتمعون ميثاقاً عرف بـ ((ميثاق سرت))، الذي نص على الآتي:-

### نص ميثاق مؤتمر سرت
1. يجب أن نوحد كلمتنا ضد عدونا الغاصب لبلادنا ،وضد المفسدين
2. يجب أن يكون عدونا واحد وصديقنا واحد
3. إن كافة ما وقع بين الطرفين من التجاوز لا يطالب به أحد الآخر إلى أن تستقر الحالة في الوطن،وتتعين وضعية البلاد العمومية ،ومع ذلك يجب أن يسعى الطرفان في المسامحة بين العربان ومن يتعدى بعد الآن فعلى الحكومة التابع لها أن تعاقبه بما يستحق
4. كل من يخالف الجماعة ويدس الدسائس الجنبية على الحكومة المنسوبة إليها إعدامه ومصادرة أمواله حسب الشريعة الإسلامية
5. يرى الطرفان أن مصلحة الوطن وضرورة الدفاع ضد العدو المشترك تقضي توحيد البلاد ولذلك يجعلان غايتها انتخاب أمير مسلم تكون له السلطة الدينية والمدنية داخل دستور ترضاه الأمة.
6. يتخذ الطرفان الوسائل اللازمة لتحقيق هذه الغاية المذكورة في المادة الخامسة وأن تكون تولية الأمير بإرادة الأمة
7. متى تحققت الغاية المذكورة في المادة الخامسة يجب انتخاب مجلس تأسيسي من الفريقين لوضع القانون التأسيسي والنظم اللازمة لإدارة البلاد ، وتمهيدا لهذه الأعمال يجب على الفريقين أن يرسل كل منهما مندوبا للبلد الأخر ، لأجل أن يشتركا في سياسة البلاد والتدابير المقتضاه للدفاع عن الوطن
8. يتعهد الطرفان بألا يعترفوا للعدو بسلطة وأن يمنعوه من بسط نفوذه خارج الأماكن المتحصن فيها الآن وفي حالة وقوع حرب يتضافر الفريقان على حرب العدو وألا يعقد صلح أو هدنة إلا بموافقة الفريقين
9. إذا خرج العدو من حصونه مهاجماً جهة من الجهات وجب على الجهة الأخرى أن تمد المهاجم بالمهمات الحربية والمال والرجال وأن تنذر العدو بالكف عن التجاوز إذا لم يكف تهاجمه هي بدورها
10. تجتمع هيئة منتخبة من أهالي طرابلس وبرقة مرتين كل سنة في شهري محمم ورجب للنظر في مصالح البلاد
11. يشترط أن توافق على هذه المعاهدة كل من حكومة برقة والهيئة المركزية في جبهة طرابلس
12. مهمة الهيئة المذكورة تأييد العلائق الودية بين الطرفين وتأييد هذه الاتفاقية
حرر في: قصر سرت ، يوم السبت / 22 من جمادي الأولى / سنة 1340 هجرية
الموافق : 21 ، يناير ، 1922 ميلادية
التوقيعات: أحمد السويحلي - صالح الأطيوش
وهكذا جاءت قرارات المؤتمر وفق الأهداف الوطنية لتوحيد حركة الجهاد ضد العدو الإيطالي، لأن توحيد حركة الجهاد تحت قيادة واحدة ينتج عنها نشوب ثورة أو حرب شاملة على مواقع العدو

### نتائج مؤتمر سرت 21 يناير 1922م
1. إنهاء حالة الانقسام والحروب الأهلية والفتن الداخلية وحالة عدم الإخلاص للوطن بين جميع المناطق الليبية.
2. توحيد الكلمة وتكاتف جهود زعماء حركة الجهاد في الدفاع المشترك ضد العدو الإيطالي.
3. ظهور الثورة الشاملة فقد واجهت ايطاليا قوات المجاهدين في مواقع متعددة مما أربكها وأعجزها عن ردع هذه الثورة المسلحة.

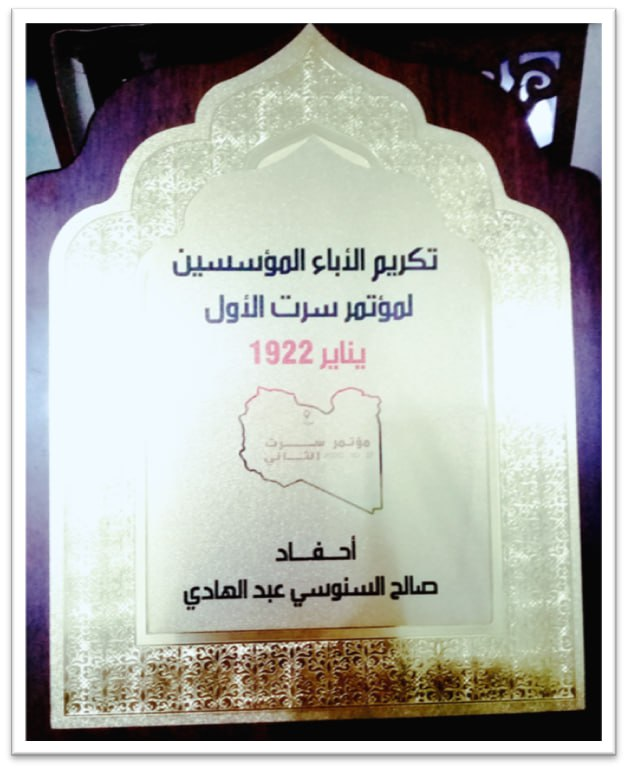
درع قدمته جامعة سرت بمناسبة ذكرى مؤتمر الوحدة لأحفاد الشيخ الصالح السنوسي عبدالهادي البراني

### أصداء مؤتمر سرت
هذا وقد ظلت هذه المناسبة، ذكرى وطنية تقوم بإحيائها المؤسسات والجهات العامة والخاصة في ليبيا، وعيداً وطنياً من أيام النضال والكفاح الليبي، ويوماً يذكرنا بجهود الآباء المؤسسين للأمة الليبية ومساعيهم الخيرة. نستعرض أبرز الأصداء والفعاليات الحديثة المرتبطة بمؤتمر سرت التاريخي كالتالي:

##### قسم التاريخ بجامعة سرت
أحيت جامعة سرت الليبية بمدرج "مصباح العروي" بالجامعة، مؤتمر السلام واللحمة الوطنية التاريخي، وذلك بمدينة سرت الموافق 22 يناير 2019.ووفقاً لـ وكالة الأنباء الليبية "وال": فإن جامعة سرت نظمت ندوة علمية تاريخية أشرف عليها قسم التاريخ بكلية الآداب / جامعة سرت، بمناسبة مرور 97 عاما على مؤتمر السلام واللحمة الوطنية، الذي انعقد عام 1922 م بمدينة سرت، وأدى إلي توحيد الليبيين و تعزيز المصالحة الوطنية بينهم في تلك الفترة. بحضور (مفتاح مرزوق) رئيس مجلس الحكماء والاعيان لقبائل منطقة سرت، وعضو المجلس البلدي سرت (هنية ابوخريص) والدكتور (احمد المحجوب) رئيس الجامعة، والدكتور (عبد السلام ابوخشم) وكيل الجامعة، والدكتور (سعيد الحنديري) وكيل جامعة الجفرة للشؤون العلمية، وعدد من الباحثين والمهتمين بالدراسات التاريخية بجامعة المرقب، والجامعة الأسمرية، والمركز الليبي للدراسات التاريخية. كما صدر عن الندوة في ختام جلساتها العلمية بياناً أكد فيه المشاركون على أهمية المصالحة الوطنية بين الليبيين، وأنها الطريق الصحيح في اتجاه الاستقرار والأمن والأمان، تعزيزاً لما جاء في ميثاق سرت الموقع عام 1922 بين أبناء ليبيا، كما أكد البيان على ضرورة المحافظة علي وحدة وتماسك الوطن ونبذ التفرقة وتقديم المصلحة الوطنية على المصالح الشخصية، كما دعا المشاركون في الندوة إلى ضرورة عقد مؤتمر للمصالحة الوطنية لحل الأزمات الراهنة والاستفادة من ذلك المؤتمر التاريخي. هذا وقد ألقيت خلال الجلسة الافتتاحية للندوة العلمية عديد الأوراق العلمية التاريخية حول المؤتمرات الوطنية ودورها في تعزيز المصالحة الوطنية، ودور الزعماء الوطنيين في المصالحة الوطنية الليبية، وكذلك ألقيت أوراق علمية حول مؤتمر سرت الأسباب والنتائج ، وميثاق سرت ماضي ينير الحاضر ويمكن من استشراق المستقبل، كما تم خلال الندوة عرض شريط مرئي حول آثار مؤتمر سرت في توحيد حركة الجهاد الليبي، وأهميته التاريخية في توحيد القبائل الليبية في تلك الفترة.

##### مؤسسة «البرهان للحوار والتنمية»
أقامت «مؤسسة البرهان للحوار والتنمية في ليبيا»، يوم السبت الموافق 22 يناير2022، ندوة افتراضية بمدينة سرت، لمناسبة إحياء الذكرى المئوية الأولى لـ«مؤتمر سرت 21 يناير 1922» تحت شعار «من أجل السلام ووحدة الوطن» حيث شارك في الندوة عدد من الأساتذة المتخصصين في التاريخ. وأفاد عضو باللجنة المشرفة على الندوة «بوابة الوسط الإعلامية الليبية»، بأن فعالياتها شهدت عرض أوراق علمية من قبل المشاركين وهم: (د. علي الهازل) من المركز الوطني للدراسات والمحفوظات التاريخية، و(د. منى أبو القاسم)، من قسم التاريخ والآثار بجامعة سرت، ووكيل الشؤون العلمية بجامعة طبرق (د. وليد شعيب)، ورئيس قسم التاريخ والآثار بجامعة سرت (د. الزرقاء سالم)، ومن قسم التاريخ جامعة المرقب (أ. محمود عارف قشقش)، ومدير مكتب الدراسات العليا كلية الآداب بجامعة بنغازي (د. الرويعي قناوي)، ومديرة مكتب الدراسات العليا بكلية الآداب في جامعة سرت (أ. سمية سالم  الشعالي)، و(أ. عبد الناصر علي) من قسم التاريخ بجامعة سرت.

##### وزارة الخارجية في الحكومة الليبية المؤقتة
كذلك نظمت وزارة الخارجية في الحكومة الليبية المؤقتة مؤتمرا للمصالحة الوطنية أطلقت عليه "سرت الثاني" 18/10/2020، والذي يقوم على سياسة دعم الحوار الليبي براعية داخلية وليس ضمن حوارات الأجندات الخارجية، مثلما هو الأمر بالنسبة لمؤتمر تونس. حاول القائمون على المؤتمر الجديد استحضار الذاكرة التاريخية لدعم الثوابت الوطنية، باعتباره استكمالاً لمؤتمر آخر كان قد عقد في العام 1922 لمواجهة الاستعمار، ونجم عن المؤتمر ما عرف بـ" ميثاق سرت"، وحظي بتأييد الكثير من القوى الليبية آنذاك. افتتح المؤتمر بكلمة لوزير الخارجية في الحكومة المؤقتة عبد الهادي الحويج، ثمّن فيها الاجتماع ودوره في حل الأزمة الليبية، وأهمية أن تتكاتف جميع القوى الوطنية للتوصل إلى حل سياسي بعيداً عن التدخلات الخارجية. وأكد الإعلامي الليبي شعبان بركة الذي شهد فعاليات المؤتمر، أن المؤتمر التأم في موعده المقرر وليوم واحد، وشاركت فيه وفود من مدن مختلفة، وشخصيات تمثل شرائح متباينة للمجتمع للتأسيس لميلاد ليبيا الجديدة.

##### مسلسل الزعيمان
مسلسل الزعيمان هو مسلسل سيرة ذاتية تاريخي ليبي، من إخراج أسامة رزق ومن كتابة عزة شلبي وأحمد نبيل سنة 2020، وبطولة كل من ربيع القاطي، صالح القراد، نادرة عمران، عبد الحميد التائب، نصاف بن حفصية، محمد عثمان، محمد بن يوسف، وغيرهم. انطلق عرض المسلسل بتاريخ 24 أبريل 2020 على قناة سلام الليبية.
يتناول العمل السيرة الذاتية لكل من الزعيمان الوطنيان: سليمان الباروني وبشير السعداوي وكفاحهما ضد الاستعمار الإيطالي في الفترة ما بين 1880 إلى 1923 من تاريخ الدولة الليبية.
عرض المسلسل في حلقته السابعة عشرة حادثة تاريخية مهمة، وهي مؤتمر سرت الذي انعقد بذات المدينة التي يحمل اسمها عام 1922، وقد ظهرت فيه مشاهد المؤتمر والمشاركين فيه من شخصيات الأعيان والزعماء والسياسيين ومشايخ القبائل والمناطق، وقادة الجهاد الوطني، ومن بين هؤلاء الزعماء: السنوسي البراني، صالح الأطيوش، أحمد السويحلي، والمستشار السياسي المصري عبدالرحمن عزام الذي كان يشغل منصب مستشار الجمهورية الطرابلسية، وآخرين.